# Anomala sericangula
Anomala sericangula är en skalbaggsart som beskrevs av Ohaus 1925. Anomala sericangula ingår i släktet Anomala och familjen Rutelidae. Inga underarter finns listade i Catalogue of Life.